# شهرستان چیلان (واشینگتن)
شهرستان چیلان، واشینگتن (به انگلیسی: Chelan County, Washington) یک شهرستان در ایالات متحده آمریکا است که در ایالت واشینگتن واقع شده‌است.

## خصوصیات
شهرستان چیلان ۷٬۷۵۴٫۴۷ کیلومترمربع مساحت دارد.